# Gravastar

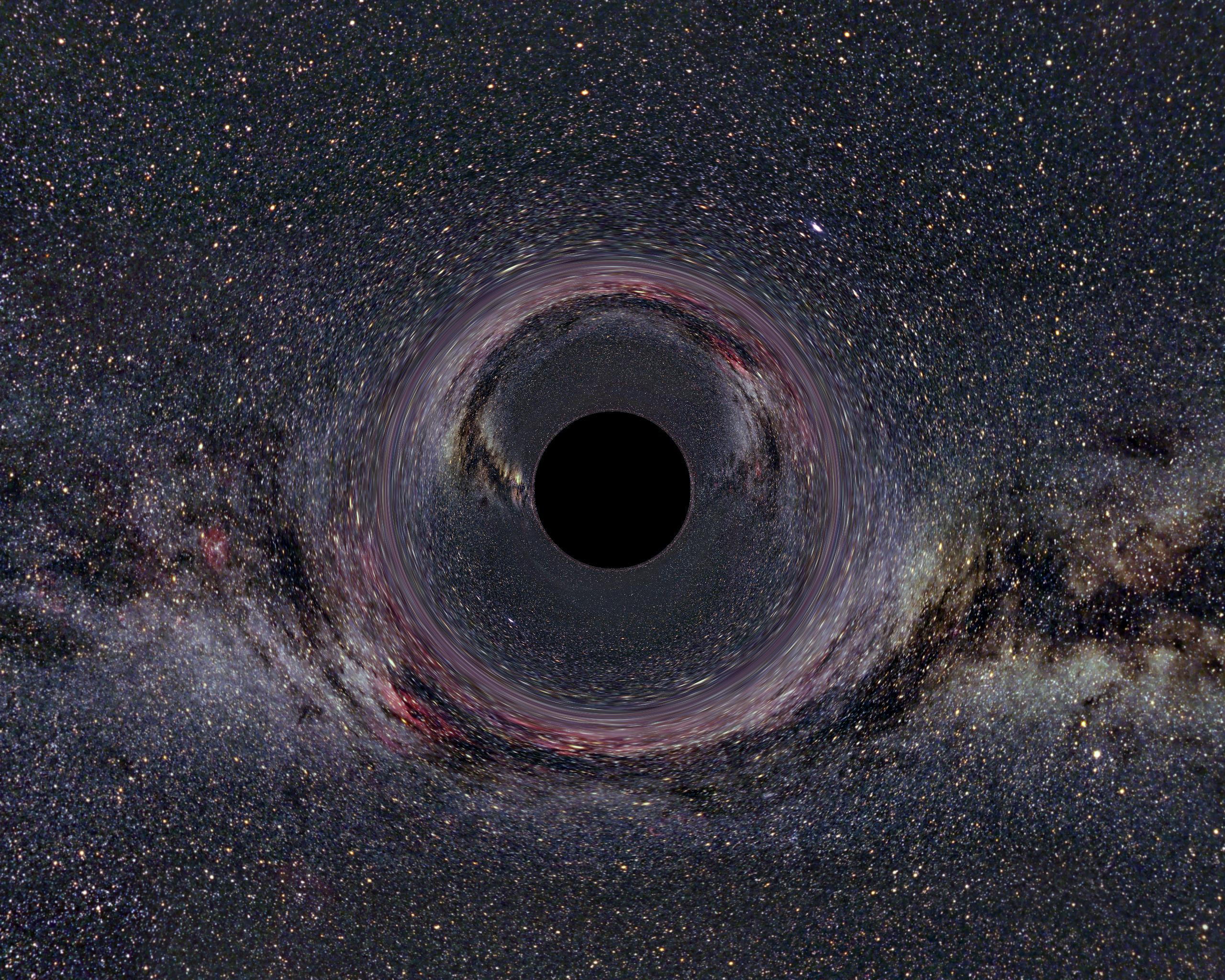
Black Hole Milkyway

En astrofísica, una estrella condensada de vacío gravitacional o gravastar
es una propuesta teórica de Emil Mottola y Pawel Mazur, para reemplazar a la de los agujeros negros. Los gravastars son una de las consecuencias de conjeturar que existen ciertas limitaciones físicas que impiden la formación de agujeros negros. La propuesta de Mottola y Mazur sugiere que el propio espacio llega a una transición de fase que evita el colapso y la formación de una singularidad interna.
Inicialmente, la propuesta no suscitó mucho interés entre los astrofísicos, porque aunque fue el título de una conferencia, sus autores no llegaron a publicar ningún artículo científico. La falta de interés viene del hecho de que el concepto requiere que uno acepte una teoría muy especulativa acerca de la cuantización de la gravedad, y, sin embargo, no tiene ninguna mejora real sobre la de los agujeros negros. Recientemente, se han publicado algunos resultados másy se ha dado alguna razón teórica de la cuantización de la gravedad que explicaría el por qué el espacio debería comportarse de la manera que Mottola y Mazur indican.
Mottola y Mazur han sugerido que los gravastares podrían ser la solución a la paradoja de la información en los agujeros negros y que el gravastar podría ser una fuente de brotes de rayos gamma (BRG), añadiendo una más a las docenas, si no cientos de ideas que han sido propuesta como causa de los BRG. De todas formas, el consenso entre los astrofísicos es que hay maneras mucho menos radicales y especulativas para resolver los dos problemas mencionados.
Externamente, un gravastar parece similar a un agujero negro: es visible solo por las emisiones de alta energía que crea al consumir materia. Los astrónomos observan el cielo buscando rayos X emitidos por la materia que absorben para detectar los agujeros negros, y un gravastar produciría una señal idéntica.
Dentro de un gravastar, el espacio-tiempo estaría totalmente detenido por las condiciones extremas existentes allí, produciendo una fuerza hacia el exterior. Alrededor de este vacío habría una "burbuja" en la cual el espacio en sí se comportaría como un bloque de materia. La idea de un comportamiento tal del espacio puede compararse con una forma extrema del condensado de Bose-Einstein en el cual toda la materia (protones, neutrones, electrones, etc.) se convierte en lo que se llama un estado cuántico creando un "súper-átomo".